# يوتا ميجيما
يوتا ميجيما (باليابانية: 前嶋 洋太) (12 أغسطس 1997 في كاناغاوا في اليابان – )؛ هو لاعب كرة قدم كان يلعب كلاعب وسط.

## وصلات خارجية
- يوتا ميجيما على موقع رابطة كرة القدم اليابانية للمحترفين (اليابانية)
- يوتا ميجيما على موقع قاعدة بيانات كرة القدم.إي يو (الإنجليزية)
- يوتا ميجيما على موقع Soccerway.com (الإنجليزية)
- يوتا ميجيما على موقع عالم كرة القدم.نت (الإنجليزية)